# Il mio finto fidanzato
Il mio finto fidanzato (My Fake Fiancé) è un film per la televisione del 2009 diretto da Gil Junger.
Interpretato da Melissa Joan Hart e Joey Lawrence, è stato trasmesso in prima visione sul canale ABC Family il 19 aprile 2009.

## Trama
Jennifer Verti è una giovane donna senza alcun interesse per l'amore. In occasione di un matrimonio conosce Vince, donnaiolo e giocatore d'azzardo che ha un debito con un tale che si fa chiamare lo Scimmione.
Mentre Jennifer sta per effettuare un trasloco, tutti i suoi oggetti le vengono rubati, ritrovandosi solamente con un pacco pieno di cuscini. Una delle sue amiche vorrebbe che Jennifer le presentasse Vince, così chiede il suo numero allo Scimmione, chiamato con il suo telefono proprio da Vince il giorno del matrimonio. Quando Jennifer e Vince si incontrano, lei gli rivela del furto e insieme si rendono conto di trovarsi entrambi sul lastrico: per rimediare, decidono di organizzare un finto matrimonio al solo scopo di ricevere regali e tanti soldi cosicché lui possa pagare il suo debito di gioco da 20 000 dollari e lei possa ricomprarsi tutti gli oggetti.
Lo Scimmione, che in realtà si chiama Innocenzo, venuto a sapere del piano del matrimonio, concede a Vince un tempo massimo di un mese per pagare il debito. Intanto i due iniziano a presentarsi alle famiglie: i genitori di entrambi, all'annuncio del matrimonio, si propongono di sostenere tutte le spese; i genitori di Jennifer scoprono però che Vince gioca d'azzardo e quindi non vogliono più concedere la mano della figlia, ma cambiano idea quando lei dice loro che Vince partecipa a un'associazione giocatori d'azzardo anonimi. In questa associazione Vince invita al matrimonio un uomo diventato ricco e viene sedotto da un'altra donna.
In seguito ad un incidente avuto dalla sorella di Jennifer, la coppia si occupa dei suoi due figli e lei vede come Vince voglia molto bene a loro. Lui scopre anche che i due non possono andare al college perché i soldi per l'iscrizione sono destinati al matrimonio. Decide così di incontrare suo padre, con cui ha un passato tumultuoso, in quanto ha abbandonato il figlio durante la sua adolescenza: in questa circostanza, il padre gli dà un'ingente somma di denaro con la quale Vince finanzia il matrimonio anziché pagare subito lo Scimmione.
Jennifer sente il peso che questa situazione sta creando ai due e durante la cena prematrimoniale, vorrebbe rivelare a tutti il piano, ma Vince la persuade a portare a termine la missione, ricordandole lo scopo di questa e il pericolo di ferire ulteriormente i parenti. Il giorno del matrimonio lei è nuovamente preoccupata e di nuovo sul punto di dire al padre la verità dei fatti e, piena di tensione, entra in chiesa. Durante lo scambio delle promesse i due scoprono di essersi innamorati durante tutto il periodo che si conoscevano, nonostante ognuno di loro abbia i suoi difetti e alla fine accettano di essere veramente marito e moglie.

## Distribuzione
- 19 aprile 2009 negli Stati Uniti (My Fake Fiancé)
- 10 febbraio 2010 in Germania (Die Schein-Hochzeit)
- 4 marzo 2011 in Francia (Mariage en blanc)
- 3 aprile 2011 in Portogallo (A Minha Falsa Noiva)
- 24 marzo 2012 in Svezia
- 16 agosto 2012 in Italia